# Kristinn Jóhannesson
Kristinn Jóhannesson, född 1943, är en isländsk universitetslärare och författare. Kristinn undervisade i isländska vid Lunds universitet och Göteborgs universitet. Hans arbete med isländsk medeltidslitteratur utmynnade bland annat i att han tillsammans med ett stort antal medarbetare utgav en ny svensk översättning av islänningasagorna. Han vart hedersdoktor vid Göteborgs universitet 2020.